# Hyphoraia flaveofulgens
Hyphoraia flaveofulgens là một loài bướm đêm thuộc phân họ Arctiinae, họ Erebidae.